# Станко Опачић Ћаница
Станко Опачић Ћаница (Брезова Глава, код Карловца, 11. децембар 1903 — Шабац, 6. мај 1994) био је учесник Народноослободилачке борбе, политички представник Срба у Хрватској, заточеник Голог отока и сакупљач народног културног блага.

## Биографија
Рођен је 11. децембра 1903. године у Брезовој Глави, код Карловца на Кордуну. Основну петогодишњу школу завршио је у Тушиловићу. До 1941. године бавио се земљорадњом и дрводељским занатом. Био је активан у земљорадничком задругарском покрету. Био је члан Странке самосталних демократа до 1936. године, а од 1939. године је члан Комунистичке партије Југославије (КПЈ) и секретар партијске ћелије у Тушиловићу. Од 1941. године је члан Котарског комитета КПЈ и касније члан Окружног комитета КПЈ за Карловац.

### Народноослободилачка борба
После окупације Краљевине Југославије и стварања Независне Државе Хрватске (НДХ), 1941. године, на Кордуну су, као и у другим деловима НДХ, отпочела масовна убиства и прогони Срба. Станко Опачић Ћаница је тада као члан илегалне КПЈ био један од организатора устанка на Кордуну. Био је учесник састанка у шуми Абез код Вргинмоста, 19. јула 1941. године, ком су присуствовали Раде Кончар и Јосип Краш и на ком је донета одлука о дизању устанка на Банији и Кордуну.
У току Народноослободилачке борбе био је први командир Партизанског одреда „Дебела Коса“, затим командант Првог батаљона, члан Команде партизанских одреда за Кордун и Банију, командант Групе одреда Кордуна и члан Главног штаба Хрватске. Био је већник Првог заседања АВНОЈ у Бихаћу новембра 1942. године, на ком му је припала част да отвори ово заседање. Такође је био већник и члан Председништва Другог заседања АВНОЈ у Јајцу, новембра 1943. године. Био је члан Земаљског антифашистичког вијећа народног ослобођења Хрватске (ЗАВНОХ) и Српског клуба вијећника ЗАВНОХ, члан Председништва те повереник за обнову и саобраћај. Када су маја 1943. у НОВЈ уведени официрски чинови унапређен је у чин пуковника.
Био је прави „народни трибун“ и један од најпопуларнијих личности Народноослободилачког покрета (НОП) на Кордуну и Банији. Јавно је протестовао што у руководству КП Хрватске „има мало Срба“, због чега је дошао у сукоб са лидерима Централног комитета КП Хрватске, најпре са Андријом Хебрангом, а касније са Владимиром Бакарићем.
Чин пуковника добио је 1943. године. Носилац је Партизанске споменице 1941. Орденом народног ослобођења одликован је одлуком Председништва АВНОЈ 25. септембра 1944. године.

### Послератни период
Од оснивања Владе Народне Републике Хрватске, 1945. године, Станко Опачић Ћаница је био министар грађевина, потом дрвне индустрије и шумарства. Почетком септембра 1950. године, након пада министара Рада Жигића и Душка Бркића и њихове осуде да подржавају Информбиро, Станко Опачић је и сам, незадовољан економским стањем и партијском политиком према устаничким крајевима који се не опорављају довољно брзо, солидаришући се са најзначајнијим представницима српског народа у влади НРХ, дао оставку на место министра. Убрзо је ухапшен, означен као Ибеовац, избачен из Комунистичке партије, а затим након годину дана проведених у истражном затвору, без суђења и пресуде, октобра 1951. године је у упућен на Голи оток на "друштвено корисни рад" у трајању од 24 месеца. Из логора је пуштен 25. новембра 1953. године након потпуно одслужене казне.
Чин пуковника који му је био одузет успео је да врати после вишегодишње правне борбе.
У више сазива је био народни посланик у Народној скупштини Југославије и Сабору Хрватске. По повлачењу из јавног живота, од 1954. године живео је као пензионер у Тушиловићу. После избијања сукоба у Хрватској, 1991. године, стар и сам, био је принуђен да напусти Кордун и пређе у Шабац, код ћерке, где је 6. маја 1994. године умро и сахрањен.

## Културни рад
Станко Опачић Ћаница је био потпредседник Српског културног друштва „Просвјета“ у Загребу и председник Српског пјевачког друштва „Обилић“. Од 1954. године, по повлачењу из јавног живота, па до краја живота бавио се сакупљањем народних песама и приповједака и описивањем живота и обичаја Кордунаша.
Као резултат тога рада СКД „Просвјета“ из Загреба штампала је две књиге под насловом „Народне пјесме Кордуна“. У другој књизи описани су народни обичаји и приложен знатан број пословица. Са истом грађом сарађивао је у „Расковнику“. Осим тога сарађивао је у „Српској ријечи“, Љетопису СКД „Просвјета“, те у зборницима Хисторијског архива у Карловцу са прилозима о ратним догађањима на Кордуну. У својој кући у Тушиловићу створио је етнографску збирку са много докумената, фотографија, разних предмета из свакодневног живота Кордуна.
Објавио је три књиге: 
- Народне пјесме Кордуна, прва књига, СКД „Просвјета“ Загреб 1971. година.
- Народне пјесме Кордуна, друга књига, ИП „Просвјета“ Загреб 1987. година.
- Србин у Хрватској, КИЗ „Литера“ Београд 1989. година.

Године 2008. улица Нова 14. у земунском насељу Бусије, добила је име по Станку Опачићу Ћаници.
Заоставштина Станка Опачића-Ћанице чува се у Архиву Српске академије наука и уметности у оквиру Историјске збирке где је заведена под сигнатуром 14551.